# 常盤莊
35°43′27″N 139°41′18″E / 35.72417°N 139.68833°E
常盤莊（日语：／ Tokiwa-sō）是一棟1952年至1982年期間，位於日本東京都豐島區南長崎三丁目的木造公寓，地址為16番16號，建築落成時的住址為豐島區椎名町五丁目2253番地，高兩層樓。該公寓以曾居住過手塚治虫等多位知名漫畫家而聞名。

## 概要
常盤莊於1952年12月6日進行上棟式（日本新建築即將完工時舉行的神道儀式）。租賃部份包括二樓在內共有十個房間。每個房間均為面積「四疊半」的雅房，廚房、廁所、玄關俱為共用。
1952年，出身大阪的手塚治虫來到東京都新宿區四谷、在蔬果店的二樓暫住，由於經常有出版社的編輯在當地出入，讓蔬果店的老闆感到困擾，手塚治虫便在1953年搬遷到了常盤莊。在那之後，又有多位漫畫家入住，最多同時有有八位漫畫家共住在常盤莊內彼此砥礪、相互學習。
由於建物老舊，常盤莊在1982年11月29日拆除，拆除後土地成為道路的一部份。豐島區在2016年發布了重建常盤莊的建設構想，並自2019年開始復原常盤莊，成立豐島區立常盤莊漫畫博物館。並於2020年7月7日以預訂制形式開館。

## 居住者

### 漫畫家
- 手塚治虫（1953年初 - 1954年10月[4]）
- 寺田博雄（日语：寺田博雄）（1953年12月31日[5] - 1957年6月20日[6]）
- 藤子不二雄（藤子·F·不二雄、藤子不二雄Ⓐ）（1954年10月30日[7] - 1961年10月）
  - 起初是向手塚租了一個房間，後來藤子・F・不二雄自行租了另一房間。
- 鈴木伸一（日语：鈴木伸一）（1955年9月2日[8] - 1956年6月1日）
- 森安直哉（日语：森安なおや）（1956年2月 - 1956年末[9]）
- 石森章太郎（之後改筆名為石之森章太郎）（1956年5月4日[10] - 1961年末）
- 赤塚不二夫（1956年5月4日[10] - 1961年10月[11]）
- 橫田德男（日语：よこたとくお）（1958年 - 1961年[9]）
- 水野英子（1958年3月 - 1958年10月[12]）
- 山内譲二（日语：山内ジョージ）（1960年9月 - 1962年3月）
- 向さすけ（1981年 - 1982年）

### 頻繁出入常盤莊的漫畫家
- 坂本三郎（日语：坂本三郎）
- 筱田秀夫（日语：しのだひでお）
- 園山俊二（日语：園山俊二）
- 柘植義春
- 角田次朗
- 永田竹丸（日语：永田竹丸）
- 長谷邦夫（日语：長谷邦夫）
- 横山孝雄（日语：横山孝雄）

### 其他
- 赤塚藤七（日语：赤塚藤七）（1962年1月-1964年，赤塚不二夫的父親。曾與妻子亮住在常盤莊）。
- 遠藤惠子（日语：遠藤惠子）（NHK松山放送台前台長。雖然不是漫畫家，但出生於常盤莊，年輕時住在那裡。）

當時常盤莊還住著一對普通的年輕夫婦，他們的名字分別是“藤子”和“藤雄”。

## 關聯項目
- 新漫畫黨 - 以常磐莊為中心的漫畫家團體。
- 工作室·零 - 由常磐莊出身的漫畫家們所成立的動漫畫製作公司。
- 常盤莊的青春 - 1996年日本電影，以住在常盤莊裡的諸多漫畫家為題，導演為市川準。

## 外部連結
- トキワ荘マンガミュージアム （页面存档备份，存于） - 豊島区